# Autoroute A330 (France)
Pour les articles homonymes, voir A330 (homonymie).
L'autoroute A330 est une autoroute reliant Nancy et Flavigny-sur-Moselle à l'A33. Elle fait partie de la Rocade périphérique de Nancy. C'est une autoroute gratuite gérée par la DIR Est.
Cette autoroute est en pleine explosion du trafic. Elle multiplie les accidents et les crevaisons liées aux nids de poules. Il devient parfois impossible d'accéder au périphérique de Nancy (les 2 voies ne suffisent pas pour le nombre de véhicules) mais il est impossible d'agrandir les voies sauf sur 2 kilomètres en entrant dans Nancy.
Elle est limitée à 90 km/h, entre l'échangeur de Ludres et la fin de son tracé à Nancy, et à 110 km/h de Ludres à la RN 57.
Elle est prolongée à Flavigny-sur-Moselle par la RN 57 en voie rapide limitée à 110 km/h jusqu'à Plombières-les-Bains.
Tout comme l'A31, l'A33 a changé de règles de circulation le 1er octobre 2009, avec l'apparition d'une portion où la vitesse limite est 90 km/h. Les sorties n'étaient pas annoncées dans le sens N57 - Nancy, c'est ainsi que des panneaux de sorties ont été installés et que des numéros de sorties ont été attribués.

## Sorties
N 74 (Nancy-Est, Sarreguemines)
- 01 : Vandœuvre-lès-Nancy - Centre, Nancy -Parc des Expositions (uniquement depuis Épinal).
- 02 : Heillecourt (uniquement depuis Épinal).
- 03 : Houdemont (uniquement depuis Nancy).
- 04 : Fléville-devant-Nancy, Nancy -Porte Sud, Parc d'activités, Houdemont, Ludres.
- Échangeur entre A330 et A33
- 05 : Dynapôle, Ludres.
- 06 : Neuves-Maisons, Richardménil, D331 (uniquement depuis Nancy).
- Aire de service du Canal de l'Est (sens Nancy - Besançon)
- 07 : Flavigny-sur-Moselle.

prolongée par la N 57 vers Épinal et Besançon.

## Entrées
N 57 En venant d'Épinal.
- 07 : Venant de Flavigny-sur-Moselle (entrée sur la N57 en direction d'Épinal).
- 06 : Venant de Ludres, Messein, Richardménil (uniquement vers Nancy).
- 05 : Venant de Ludres.
- Échangeur entre A330 et A33
- 04 : Venant de Houdemont (Zone commerciale).
- 03 : Venant de Houdemont (Zone commerciale).
- 02 : Venant de Vandœuvre-lès-Nancy (uniquement vers Épinal).
- 01 : Venant de Vandœuvre-lès-Nancy (uniquement vers Épinal).

N 74 (Nancy-Est, Sarreguemines)
À noter que la N74 au niveau de Nancy est devenue la route métropolitaine M674.

## Lieux sensibles
- La circulation sur l'A330 est ralentie aux heures de pointe lors des trajets reliant la ville au milieu rural. C'est l'autoroute qui relie Nancy et sa banlieue sud à l'A31 via l'A33 (périphérique Ouest). Les problèmes de circulations se manifestent sur l'ensemble de son tracé mais surtout au niveau du raccordement autoroutier avec l'A33.
  - Les ralentissements s'allongent de plus en plus quotidiennement le matin jusqu'à atteindre Flavigny ou plus parfois jusqu'à Nancy.
- Lors des matchs de l'ASNL, la circulation est ralentie du carrefour autoroutier avec l'A33 jusqu'au rond-point Marcel Brot à Nancy.
- Lors des événements commerciaux (comme les soldes, fêtes de fin d'année...), la circulation est ralentie, voire immobilisée, à la sortie du parc d'activités Nancy Porte Sud à Houdemont (sortie 3) et dans l'autre sens à l'entrée de la ZAC.

## Projets
Depuis le mois de septembre 2013, la DIR Est a annoncé un éventuel changement (qui est maintenant presque officialisé) au niveau des limitations de vitesse sur cette portion. La limite de vitesse sera annoncée par des panneaux d'affichages numériques et celle-ci pourra varier de 70 à 110 km/h selon les événements variables (accidents, travaux, ralentissements, etc.) ou encore la météo.
Un panneau de ce type a déjà été installé il y a peu de temps[Quand ?] pour une période de test du produit.